# United Call Centers
A United Call Centers (UCC) egy több mint 25 éves tapasztalattal rendelkező nemzetközi contact center vállalat, amely több mint 30 országban nyújt professzionális front- és back-office ügyfélszolgálatot 40 nyelven és dialektusban. A vállalat mesterséges intelligencia alapú ügyfélszolgálati megoldásokkal is foglalkozik, célja a folyamatos fejlődés és a kiemelkedő ügyfélélmény biztosítása a legfejlettebb technológiák segítségével.
Az 1999-ben alapított United Call Centers a kihelyezett ügyfélszolgálati megoldások egyik piacvezető szolgáltatója. Tevékenységének fő profilja a többnyelvű ügyféltámogatás, az üzleti folyamatok automatizálása, valamint a mesterséges intelligencia alapú szolgáltatások és azok fejlesztése. Az innovatív megközelítés révén a UCC célja, hogy ügyfeleinek olyan megoldásokat nyújtson, amelyek messze túlmutatnak a hagyományos call center megoldásokon, miközben világszerte többszáz munkavállalóval a lehető legmagasabb szintű ügyfélélményt biztosítja.

## Szolgáltatások
Ügyfélszolgálat: A UCC  többnyelvű ügyféltámogatási szolgáltatásokat nyújt, biztosítva a globális lefedettséget, mindezt több mint 25 éves iparági tapasztalattal. A UCC általános szolgáltatásai közé sorolja a bejövő és kimenő contact center szolgáltatásokat, az e-mail támogatást és a közösségi média menedzsmentet is.
Digitális AI megoldások: A UCC integrálja és saját maga is fejleszti a mesterséges intelligencia által vezérelt technológiákat az ügyfélszolgálati folyamatok javítása érdekében. Megoldásaik közé tartoznak a chat rendszerek, a szöveg és hang alapon is kommunikáló virtuális asszisztensek és a prediktív elemzések, amelyek segítenek a vállalkozásoknak a feladatok automatizálásában, az ügyfélinterakciók racionalizálásában és az ügyfélélmény javításához szükséges értékes információk gyűjtésében.
ChatGo: A ChatGo a UCC által nyújtott speciális, mesterséges intelligencia alapú chatszolgáltatása, amely várakozási idő nélkül biztosítja a folyamatos információáramlást. A rendszer a mesterséges intelligencia hatékonyságával biztosítja az ügyfélkérdések gyors és hatékony kezelését, bármely digitális csatornán keresztül, beleértve a weboldalakat, a közösségi médiát, vagy más üzenetküldő alkalmazásokat.
Speciális szolgáltatások: A UCC az egyedi üzleti igényekre szabott speciális szolgáltatások széles skáláját kínálja. Ide tartozik a szoftverfejlesztés, ahol a UCC egyedi alkalmazásokat hoz létre az üzleti folyamatok javítása érdekében; a humánerőforrás-támogatást, beleértve a munkaerő menedzsmentet, fordítási szolgáltatásokat a nyelvek közötti hatékony kommunikáció biztosítása érdekében; valamint a márkaépítési és marketingszolgáltatásokat, amelyek segítik a vállalkozásokat piaci jelenlétük kialakításában és növelésében.
Sales: A UCC értékesítési szolgáltatásai az üzleti növekedés előmozdítását célzó tevékenységek széles spektrumát fedik le. Ide tartozik a telemarketing, a lead generálás, a piackutatás.

## Mérföldkövek
- 1999: A United Call Centers alapítása.
- 2000: Több száz alkalmazottat foglalkoztató helyi közüzemi vállalatok megbízható partnere lett.
- 2011: Telesales szolgáltatások indítása folyamatos stratégiai partnerséggel.
- 2015: Nemzetközi tevékenységek előkészítése és megkezdése.
- 2016: A UCC remote szolgáltatásainak elindítása home-office üzleti modellben.
- 2017: Technológiai fókusz erősítése, web- és szoftverfejlesztési csapat létrehozása.
- 2020: Több mint 30 nyelv támogatása.
- 2022: Az aiden.tech márka alapítása.
- 2023: A mesterséges intelligencia alapú megoldásokkal az ügyfélszolgálati esetek több mint 20%-ának kezelése.
- 2024: A UCC mesterséges intelligencia alapú szolgáltatásai díjat nyernek az Amerikai Egyesült Államokban.

## Elismerések
- Pegazus Díj, 2016[1]
- Fogyatékosságbarát Munkahely, 2017[2]
- Családbarát Munkahely, 2018[3]
- Az Év Felelős Foglalkoztatója - arany fokozat, 2018[4]
- Véradó munkahely, 2018[5]
- Kerékpárosbarát Munkahely, 2020
- Üzleti Etikai Díj, 2020 [6]
- Stevie Awards Díj – Ügyfélszolgálati és értékesítési kategóriában 2024

## Társadalmi felelősségvállalás
A United Call Centers (UCC) jelentős hangsúlyt fektet a környezetvédelmi, társadalmi és vezetési (ESG - Environment, Social, Governance) szempontokra. A környezeti fenntarthatóság iránti elkötelezettségének részeként a UCC olyan otthoni munkamodellt és környezetbarát üzleti gyakorlatot vezetett be, amely a napi ingázás minimalizálásával hatékonyan csökkenti ökológiai lábnyomát. A vállalat a társadalmi felelősségvállalást és a környezettudatosságot integrálja alapvető tevékenységeibe, növelve ezzel az ügyfeleknek, partnereknek és alkalmazottaknak kínált értéket. Az ESG-elvekre való összpontosítást a UCC hosszú távú sikeréhez és ahhoz a képességéhez, hogy elsőrangú szolgáltatásokat nyújtson, alapvető és kiemelt fontosságúnak tartja.

Emellett a UCC a nemek közötti egyenlőséget a munkahelyeken erkölcsi kötelezettségként és stratégiai előnyként is elismeri. A vállalat elkötelezett egy olyan befogadó környezet kialakítása mellett, ahol minden alkalmazottat (nemtől függetlenül), megbecsülnek és elfogadnak. A nemek közötti egyenlőség előmozdításával a UCC olyan sokszínű munkaerőt biztosít, amely különböző nézőpontokat, tapasztalatokat és tehetségeket egyesít, valamint a vállalaton belüli innovációt és kreativitást ösztönzi.

## Külső hivatkozások
- XXI. századi mérleghinta – család és hivatás a mindennapokban – nyitott konferencia 2019. április 25-én. 2019, noieroforrasmiskolc.hu Archiválva 2020. augusztus 6-i dátummal a Wayback Machine-ben
- Szuperhősök a gyógyítás szolgálatában. 2019, dehir.hu
- Milyen egy virtuális call center dolgozó? – Interjú a HR Portálon